# Encuentro Internacional de Nombres Raros
El Encuentro Internacional de Nombres Raros es un evento que se realizó por primera vez en Huerta de Rey (Burgos, España).  Esta localidad es famosa en España por tener una gran población con nombres pocos comunes.
La finalidad del evento fue el que las personas con nombres poco frecuentes se pudieran conocer y tratar de aparecer en récord Guiness por la congregación de personas con nombres peculiares.

## Historia
El primer encuentro tuvo lugar el 9 de agosto de 2008. Acudieron aproximadamente unas 360 personas con nombres poco comunes. Fue recogida por muchos medios de comunicación como se puede ver en enlaces externos.

## Algunos nombres
Estos son algunos de los nombres que se presentaron: Sicilio, Mentiros, Marciana, Burgundónfora, Cancionila, Bienvenida, Ercilio, Firmo, Anacleta, Atolia, Canuta, Hermógenes, Sindulfo, Onesiforo, Alpidia, Ataúlfo, Gumersindo, Herculano, 

## Huerta de Rey
Huerta de Rey es considerada la localidad española con los nombres más raros. Hay que remontarse a finales del siglo XIX. En aquella época muchas personas tenían los nombres parecidos, lo que causaba problemas con el reparto del correo. Por ello a un secretario del ayuntamiento se le ocurrió echar mano del santoral y los vecinos lo tomaron como una buena solución, con lo que empezaron a bautizar a sus hijos con nombres raros del santoral.